# Das Portas Que Se Fecharam
Das Portas que se Fecharam é o primeiro trabalho do rapper brasileiro Dalsin, lançado em 2011 no formato de mixtape. Contém onze faixas, descritas a seguir.

## Faixas
1. Eu Nasci Pra Isso
2. Photografias
3. O Tempo Não Para
4. Sem Massagem
5. Muito Se Foi
6. Se For Preciso Por Ela
7. Não Chora
8. Sozin
9. Aos Que Se Foram
10. Alô,amor?
11. Lágrimas do Morro